# Tannsjön
Der Tannsjön (norwegisch Tannsjøen) ist ein See auf der Grenze zwischen Norwegen und Schweden. Der schwedische Teil des Sees liegt in der Gemeinde Eda, Värmlands län, der norwegische in der Gemeinde Eidskog, Fylke Innlandet.

## Geographie
Der Tannsjön liegt auf der Grenze zwischen Norwegen und Schweden. Der nördlichere Teil gehört zur Kommune Eidskog auf norwegischer Seite, der südlichere geht in die schwedische Gemeinde Eda ein. Die Seeoberfläche befindet sich auf etwa 167 m ö.h. Die Gesamtfläche des Sees wird von der norwegischen Behörde Norges vassdrags- og energidirektorat (NVE) mit 4,93 km² angegeben, davon liegen etwa 1,04 km² in Norwegen.
Der Tannsjön ist maximal 30 m tief. Der Umfang beträgt circa 31,7 km. Der Tannsjön wird über den Askesjön, den Björkelången und den Kölaälven entwässert. Der See gehört zum Flusssystem Göta älv.